# Annette G. Köhler
Annette G. Köhler (* 13. Januar 1967 in Sigmaringen) ist eine deutsche Ökonomin und Professorin für Betriebswirtschaftslehre (BWL). Sie ist Inhaberin des Lehrstuhls für Rechnungswesen, Wirtschaftsprüfung und Controlling an der Universität Duisburg-Essen (Campus Duisburg).

## Leben
Annette G. Köhler absolvierte von 1987 bis 1993 ihr Studium der Wirtschafts- und Sozialwissenschaften an der Universität Augsburg und erlangte dort 1993 den akademischen Grad Diplom-Ökonomin. Zwischenzeitlich studierte sie von 1990 bis 1991 ein Jahr das Fach Economics an der Wayne State University in Detroit in den Vereinigten Staaten und erhielt dort 1991 den Titel Master of Arts (M.A.).
Von 1993 bis 1996 promovierte Annette G. Köhler an der Universität zu Köln. Der Titel ihrer Dissertation lautete Nominale Preisrigiditäten auf Gütermärkten. Eine empirische Überprüfung neukeynesianischer Erklärungsansätze.
Im Jahr 2003 folgte Annette G. Köhlers Habilitation an der Fakultät für Mathematik und Wirtschaftswissenschaften der Universität Ulm mit der Habilitationsschrift Assurance services. Nachfragemodelle freiwilliger Wirtschaftsprüferleistungen und ihre empirische Überprüfung.
Von 2004 bis 2005 fungierte sie ein Jahr als Professorin für Rechnungswesen, Wirtschaftsprüfung und Controlling an der Handelshochschule Leipzig.
Seit 2005 ist Annette G. Köhler Lehrstuhlinhaberin für Rechnungswesen, Wirtschaftsprüfung und Controlling an der Universität Duisburg-Essen (Campus Duisburg).

## Forschungsschwerpunkte
Annette G. Köhler hat insbesondere zwei Forschungsschwerpunkte.
Der erste Forschungsschwerpunkt Wirtschaftsprüfung und Corporate Governance umfasst Prüfungshonorare, den deutschen Markt für Assurance Services, Struktur des deutschen Prüfungsmarktes, Interne Revision, International Standards on Auditing (ISA), Corporate Compliance, Prüferhaftung sowie Effectiveness of Corporate Governance-Measures.
Der zweite Forschungsschwerpunkt Rechnungslegung und Unternehmenspublizität beinhaltet International Financial Reporting Standards (IFRS) für kleine und mittlere Unternehmen, IFRS Standard Setting Process, Enforcement der Rechnungslegung sowie Qualität der Rechnungslegung.

## Schriften (Auswahl)
- Nominale Preisrigiditäten auf Gütermärkten. Eine empirische Überprüfung neukeynesianischer Erklärungsansätze. Ifo-Institut für Wirtschaftsforschung, München 1996, ISBN 3-88512-297-9 (Zugleich: Universität zu Köln, Dissertation, 1996).
- Assurance services. Nachfragemodelle freiwilliger Wirtschaftsprüferleistungen und ihre empirische Überprüfung. 2003, DNB 970092199 (Universität Ulm, Habilitationsschrift, 2003).